# Evelyn Stevens
Evelyn Stevens (født 9. maj 1983) er en tidligere amerikansk professionel cykelrytter..
Hun deltog ved sommer-OL 2012 i kvindernes linjeløb, hvor hun endte som nr. 24. Den 27. februar 2016 kørte Stevens den nuværende UCI timerekord for kvinder i Olympic Training Center Velodrome i Colorado, USA med en strækning på with a 47,980 km. Hun slog rekorden fra 22. januar, som australieren Bridie O'Donnell satte i Adelaide, Australien, hun slog rekorden med 1,1 km.  Pr. 2016 er Stevens en af kun to kvinder (den anden er Trixi Worrack) der har vundet fire guldmedaljer i kvindernes enkeltstart ved  VM i landevejscykling – tre af gangene med Team Specialized-lululemon og engang med Boels-Dolmans.